# One Missed Call (film, 2008)
Pour les articles homonymes, voir One Missed Call.
Pour plus de détails, voir Fiche technique et Distribution.
One Missed Call ou Un appel manqué au Québec est un film nippo-britannique-germano-américain réalisé par Éric Valette, sorti en 2008.
C'est un remake du film japonais La Mort en ligne, de Takashi Miike.

## Synopsis
Diverses personnes reçoivent des appels datés du futur dans lesquels ils s'entendent mourir. Lorsque ces prémonitions s'avèrent réelles, Beth décide de mener son enquête, ayant elle-même reçu ce genre d'appel. Elle se lie alors d'amitié avec un policier dont la sœur est morte dans des circonstances similaires. Ensemble, ils découvriront un terrible secret et tenteront d'arrêter la malédiction...

## Fiche technique
- Titre original : One Missed Call
- Titre québécois : Un appel manqué[1]
- Réalisation : Éric Valette
- Scénario : Andrew Klavan, d'après La Mort en ligne de Takashi Miike
- Pays d'origine : États-Unis
- Langue originale : anglais
- Format : couleur — 1,85:1 — son Dolby Digital
- Genre : horreur
- Durée : 87 minutes
- Date de sortie : 2008
- Sortie DVD et Blu-ray : 22 avril 2008
  - PG-13 aux États-Unis

## Distribution
- Shannyn Sossamon (VF : Julie Dumas ; VQ : Mélanie Laberge) : Beth Raymond
- Edward Burns (VQ : Benoît Gouin) : l'inspecteur Jack Andrews
- Ana Claudia Talancón  : Taylor Anthony
- Ray Wise (VQ : Denis Mercier) : Ted Summers
- Azura Skye (VF : Sybille Tureau) : Leann Cole
- Johnny Lewis : Brian Sousa
- Jason Beghe (VF : Olivier Destrez ; VQ : Jacques Lavallée) : Ray Purvis
- Margaret Cho (VQ : Linda Roy) : l'inspectrice Mickey Lee
- Meagan Good : Shelley Baum
- Rhoda Griffis : Marie Layton
- Ariel Winter (VF : Jessica Barrier): Ellie Layton[2]
- Raegan Lamb : Laurel Layton

## Sortie DVD et Blu-ray en France
Les DVD et Blu-ray du film n'ont pas encore été édités en France, mais des DVD et Blu-ray américains comprenant la langue originale et uniquement le doublage français du Québec du film sont commercialisés.